# Østensminde
Die Megalithanlage von Østensminde (ein Ganggrab oder ein Großdolmen) liegt zwischen Søndernor und Nakskovfjord bei Langø am Ende des Stendyssevej im äußersten Westen der dänischen Insel Lolland. Sie stammt aus der Jungsteinzeit etwa 3500–2800 v. Chr. und ist eine Megalithanlage der Trichterbecherkultur (TBK).
Um die Anlage ist eine Erhöhung von etwa 8,0 m Durchmesser mit Resten eines Randsteinrings (vier Steine im Nordosten) erkennbar. Die Reste der Nordwest-Südost orientierten ganglosen Kammer bestehen aus zehn Trag- und zwei Decksteinen; im Mittelteil. Nach Form und Größe war die Kammer über 3,0 m lang und hatte eine Breite von etwa 1,5 Metern. Die Tragsteine ragen etwa 80 cm aus dem Boden. Der östliche Teil der Kammer liegt am Rand einer Kiesgrube, in der ein Deckstein verschwand.